# Eugénio Guilherme de Württemberg
Eugénio Guilherme de Württemberg (Eugénio Guilherme Alexandre Erdmann Duque de Württemberg; em alemão: Eugen Wilhelm Alexander Erdmann Herzog von Württemberg), (25 de dezembro de 1820 - 8 de janeiro de 1875) foi um nobre alemão.

## Primeiros anos e família
O duque Eugénio nasceu em Karlsruhe, no Reino da Prússia, sendo o segundo filho e primeiro varão do duque Eugénio de Württemberg, filho do duque Eugénio Frederico de Württemberg e da princesa Luísa de Stolberg-Gedern e da sua esposa, a princesa Matilde de Waldeck e Pyrmont, filha do príncipe Jorge I de Waldeck e Pyrmont e da princesa Augusta de Schwarzburg-Sondershausen.

## Carreira militar
Eugénio foi comandante dos Primeiros Hussardos da Vestefália, N.º 8.

## Casamento e descendência
A 15 de julho de 1843, Eugénio casou-se com a princesa Matilde de Schaumburg-Lippe, filha do príncipe Jorge Guilherme de Schaumburg-Lippe e da princesa Ida de Waldeck e Pyrmont, em Buckeburgo. O casal teve três filhos:
1. Guilhermina de Württemberg (11 de julho de 1844 – 24 de abril de 1892), casada com o duque Nicolau de Württemberg, sem descendência.
2. Eugénio de Württemberg (20 de agosto de 1846 – 27 de janeiro de 1877) casado com a grã-duquesa Vera Constantinovna da Rússia; com descendência.
3. Paulina de Württemberg (11 de abril de 1854 – 23 de abril de 1914) casada com o Dr. Melchor Hans Ottokar Willim, com descendência.

## Morte
Eugénio morreu aos cinquenta-e-quatro anos. Na altura em que morreu, estava em segundo lugar na linha de sucessão de Württemberg, logo a seguir ao seu primo, o príncipe Guilherme, que se tornaria o rei Guilherme II de Württemberg.

## Genealogia
| Eugénio Guilherme de Württemberg | Pai: Eugénio de Württemberg       | Avô paterno: Eugénio Frederico de Württemberg       | Bisavô paterno: Frederico II Eugénio, Duque de Württemberg        |
| Eugénio Guilherme de Württemberg | Pai: Eugénio de Württemberg       | Avô paterno: Eugénio Frederico de Württemberg       | Bisavó paterna: Frederica de Brandemburgo-Schwedt                 |
| Eugénio Guilherme de Württemberg | Pai: Eugénio de Württemberg       | Avó paterna: Luísa de Stolberg-Gedern               | Bisavô paterno: Cristiano Carlos de Stolberg-Gedern               |
| Eugénio Guilherme de Württemberg | Pai: Eugénio de Württemberg       | Avó paterna: Luísa de Stolberg-Gedern               | Bisavó paterna: Leonor de Reuss-Lobenstein                        |
| Eugénio Guilherme de Württemberg | Mãe: Matilde de Waldeck e Pyrmont | Avô materno: Jorge I, Príncipe de Waldeck e Pyrmont | Bisavô materno: Carlos Augusto, Príncipe de Waldeck e Pyrmont     |
| Eugénio Guilherme de Württemberg | Mãe: Matilde de Waldeck e Pyrmont | Avô materno: Jorge I, Príncipe de Waldeck e Pyrmont | Bisavó materna: Cristiana Henriqueta do Palatinado-Zweibrücken    |
| Eugénio Guilherme de Württemberg | Mãe: Matilde de Waldeck e Pyrmont | Avó materna: Augusta de Schwarzburg-Sondershausen   | Bisavô materno: Augusto II, Príncipe de Schwarzburg-Sondershausen |
| Eugénio Guilherme de Württemberg | Mãe: Matilde de Waldeck e Pyrmont | Avó materna: Augusta de Schwarzburg-Sondershausen   | Bisavó materna: Cristina de Anhalt-Bernburg                       |